# 柳原 (市原市)
柳原（やなぎはら）は、千葉県市原市の五井地区にある大字。郵便番号は290-0268。

## 概要
千葉県市原市の五井地区にある大字である。水田地帯が一面にひろがっている。字内東の一部に住宅が見られる。

## 地理
北は村上、東は小折、南は十五沢及び今富、西は町田と接する。

## 歴史

### 沿革
- 1963年5月1日 - 市原市市制施行に伴い市原市五井地区の一部となる[5]。

## 世帯数と人口
2022年4月1日現在の世帯数と人口は以下の通りである。
| 町丁字 | 世帯数 | 人口  |
| ------ | ------ | ----- |
| 柳原   | 51世帯 | 103人 |

## 通学区域
市立小中学校及び県立高校へ通学する場合の通学区域は以下の通りである。
| 町丁字 | 番地 | 小学校             | 中学校             | 県立高校 |
| ------ | ---- | ------------------ | ------------------ | -------- |
| 柳原   | 全域 | 市原市立海上小学校 | 市原市立東海中学校 | 第9学区  |